# Phyllogomphoides
Phyllogomphoides är ett släkte av trollsländor. Phyllogomphoides ingår i familjen flodtrollsländor.

## Dottertaxa tillPhyllogomphoides, i alfabetisk ordning[1]
- Phyllogomphoides aculeus
- Phyllogomphoides albrighti
- Phyllogomphoides andromeda
- Phyllogomphoides angularis
- Phyllogomphoides annectens
- Phyllogomphoides apiculatus
- Phyllogomphoides appendiculatus
- Phyllogomphoides atlanticus
- Phyllogomphoides audax
- Phyllogomphoides bifasciatus
- Phyllogomphoides brunneus
- Phyllogomphoides burgosi
- Phyllogomphoides calverti
- Phyllogomphoides camposi
- Phyllogomphoides cassiopeia
- Phyllogomphoides cepheus
- Phyllogomphoides cornutifrons
- Phyllogomphoides cristatus
- Phyllogomphoides danieli
- Phyllogomphoides duodentatus
- Phyllogomphoides fuliginosus
- Phyllogomphoides imperator
- Phyllogomphoides indicatrix
- Phyllogomphoides insignatus
- Phyllogomphoides joaquini
- Phyllogomphoides lieftincki
- Phyllogomphoides litoralis
- Phyllogomphoides luisi
- Phyllogomphoides major
- Phyllogomphoides nayaritensis
- Phyllogomphoides pacificus
- Phyllogomphoides pedunculus
- Phyllogomphoides praedatrix
- Phyllogomphoides pseudangularis
- Phyllogomphoides pseudoundulatus
- Phyllogomphoides pugnifer
- Phyllogomphoides regularis
- Phyllogomphoides selysi
- Phyllogomphoides semicircularis
- Phyllogomphoides singularis
- Phyllogomphoides spiniventris
- Phyllogomphoides stigmatus
- Phyllogomphoides suasillus
- Phyllogomphoides suasus
- Phyllogomphoides suspectus
- Phyllogomphoides undulatus